# 新潟市歴史博物館
新潟市歴史博物館（にいがたし れきしはくぶつかん）は、新潟県新潟市中央区柳島町に所在する博物館。愛称 みなとぴあ。施設は新潟市が所有し、公益財団法人新潟市芸術文化振興財団が指定管理者として運営管理を行っている。

## 沿革
1972年（昭和47年）4月に「新潟市郷土資料館」として開館。その後、1982年（昭和57年）には本館に隣接して旧新潟税関石庫（いしぐら）が復元され、横を通る市道には、かつて新潟市中心部に張り巡らされていた堀も再現された。しかし当時の本館は1969年（昭和44年）に重要文化財に指定された旧新潟税関庁舎を転用したものだったため、非常に手狭で、公開できる資料数が少ないため、博物館としての機能を果たしきれず、さらには建造物を保護する意味でも施設を拡充する必要性が生じた。
郷土資料館としては2003年（平成15年）3月に一旦閉館し、新築・改装など工事が行われた後、2004年（平成16年）3月27日、新たに建設された博物館本館と、移設・復原された旧第四銀行住吉町支店の公開を開始し、現名称に改称。信濃川・新潟西港に面するロケーションから、みなと（港）とユートピア（理想郷）をつないだ造語である「みなとぴあ」の愛称が、一般公募によって命名された。
新潟西港一帯はみなとオアシスとして登録していて、当館はみなとオアシス新潟の代表施設である。

## 施設

### 博物館本館

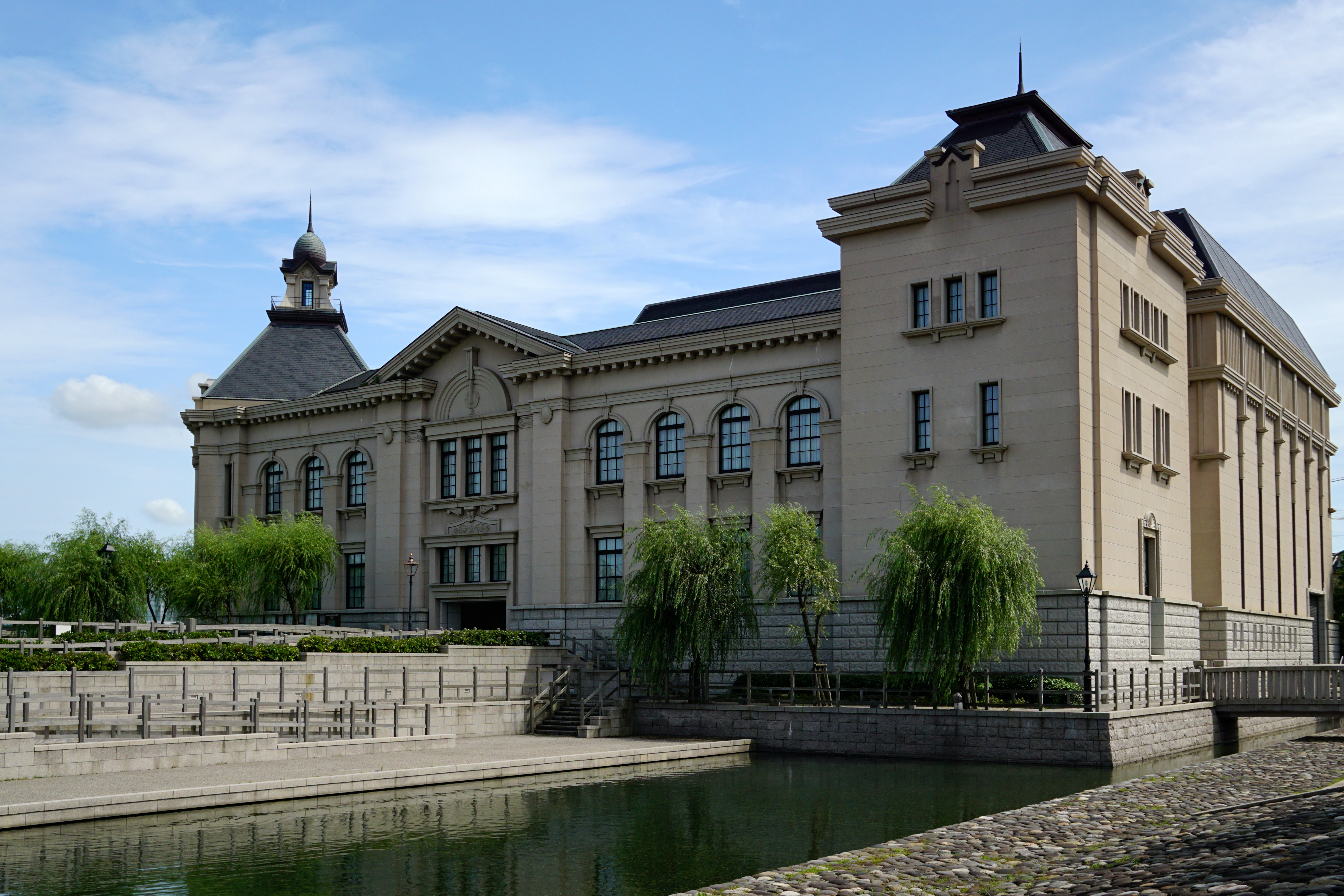
本館と掘割（2016年7月）

かつて西堀通六番町（西堀交差点角）に所在した、二代目新潟市庁舎の外観をモチーフに建設された。
柾谷小路と西堀通に面した角地で古町からも至近の市内中心部に所在した二代目庁舎は、初代庁舎が1908年（明治41年）の大火で焼失したのを受けて同地で再建されたもので、1911年（明治44年）に竣工した木造モルタル仕上げのL字型の建物であった。この二代目庁舎は1933年（昭和8年）に焼失したが、市庁舎はその後も四代にわたって同地で再建された。そして1989年（平成元年）に、五代目庁舎が現在の学校町通一番町（旧新潟県庁舎本館跡地）で移転新築された後、跡地はNEXT21の建設に充てられた。
博物館敷地内の各所には堀を模した水路が設けられ、畔にはヤナギが植栽されている。これはかつての新潟市中心部の景観をイメージしたもので、特に博物館本館脇の水路は、市庁舎が所在した西堀を模したものである。
常設展示室
「郷土の水と人々の歩み」がテーマ。新潟市域の歴史を港町と農村の2つの側面から紹介。数々の和船の実物や模型が展示されており、この種の展示としては国内有数の規模となっている。観覧料が必要。
ミュージアムシアター
新潟市の歴史について描かれた「新潟・水の記憶」「黒鳥伝説」「あまのてぶり」の3つの映像作品を随時上映している。客席は104席と車椅子スペース4台。常設展示観覧料にはミュージアムシアターの観覧料が含まれている。
企画展示室
博物館主催の企画展は年に4回開催される。この他、無料の収蔵資料展、新潟の歴史を紹介する海外との交流展示、巡回展なども開催される。
たいけんのひろば
体験型展示コーナー。昔の生活道具など、展示物に直接触れることができるハンズオン展示がある。無料で見学できる。
情報ライブラリー
新潟市の歴史に関する図書スペース。PC端末では館内専用Webページの閲覧のほか、1960年代の新潟県のニュース映像なども視聴できる。カウンターでは職員・学芸員が歴史学習の相談などに対応している。無料で見学・閲覧できる。
セミナー室
歴史に関する講座やシンポジウムなどが不定期で開催されている。

### 旧第四銀行住吉町支店

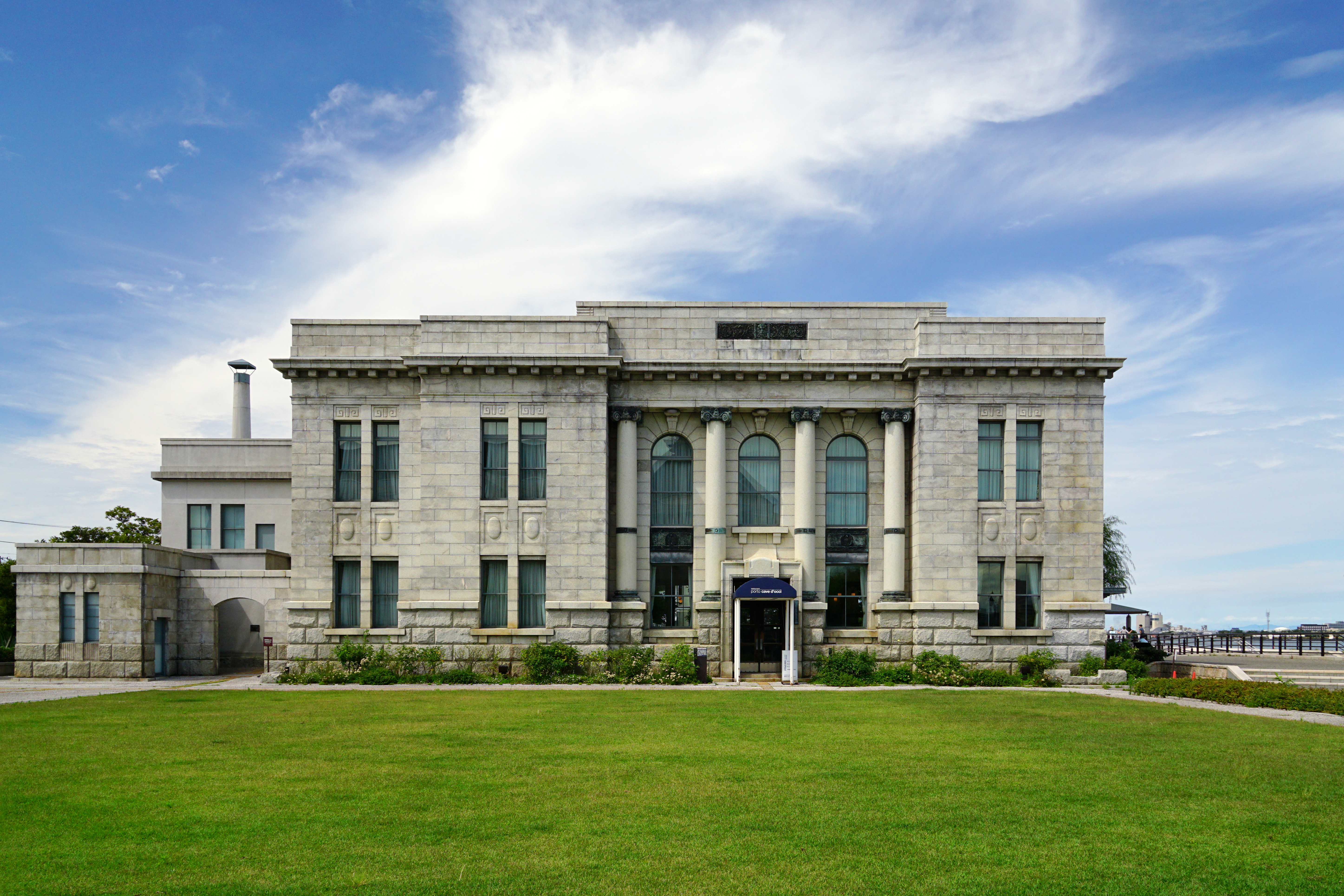
旧第四銀行住吉町支店

昭和時代初期に全国で見られた、新古典主義様式の銀行建築。開館日であれば無料で見学できる。
1927年（昭和2年）10月に竣工した第四銀行住吉町支店が、2003年（平成15年）にみなとぴあ敷地内へ移築されたもの。都市計画道路「万代島ルート線」（柳都大橋など）の整備区間のルートにあたるため撤去されることになったものの、「昭和初期の貴重な建造物を残してほしい」と保存を求める市民らの強い要望で移転・復原が実現した。移築が難しい鉄筋コンクリートの骨格部分は新たに作り直されたが、花崗岩製の外壁や列柱、ロビー部の大理石製のカウンターなどが建設当初の姿に復原された。
2005年（平成17年）、国の登録有形文化財に登録されている（第15-0186号）。
1・2階が一般公開されている。なお、2005年に1階にレストラン「ぽるとカーブドッチ」（ワイナリー「カーブドッチ」が運営）が出店したが、新型コロナウイルスの感染拡大の影響を受けて2021年3月末で閉店することになった。

### 旧新潟税関庁舎

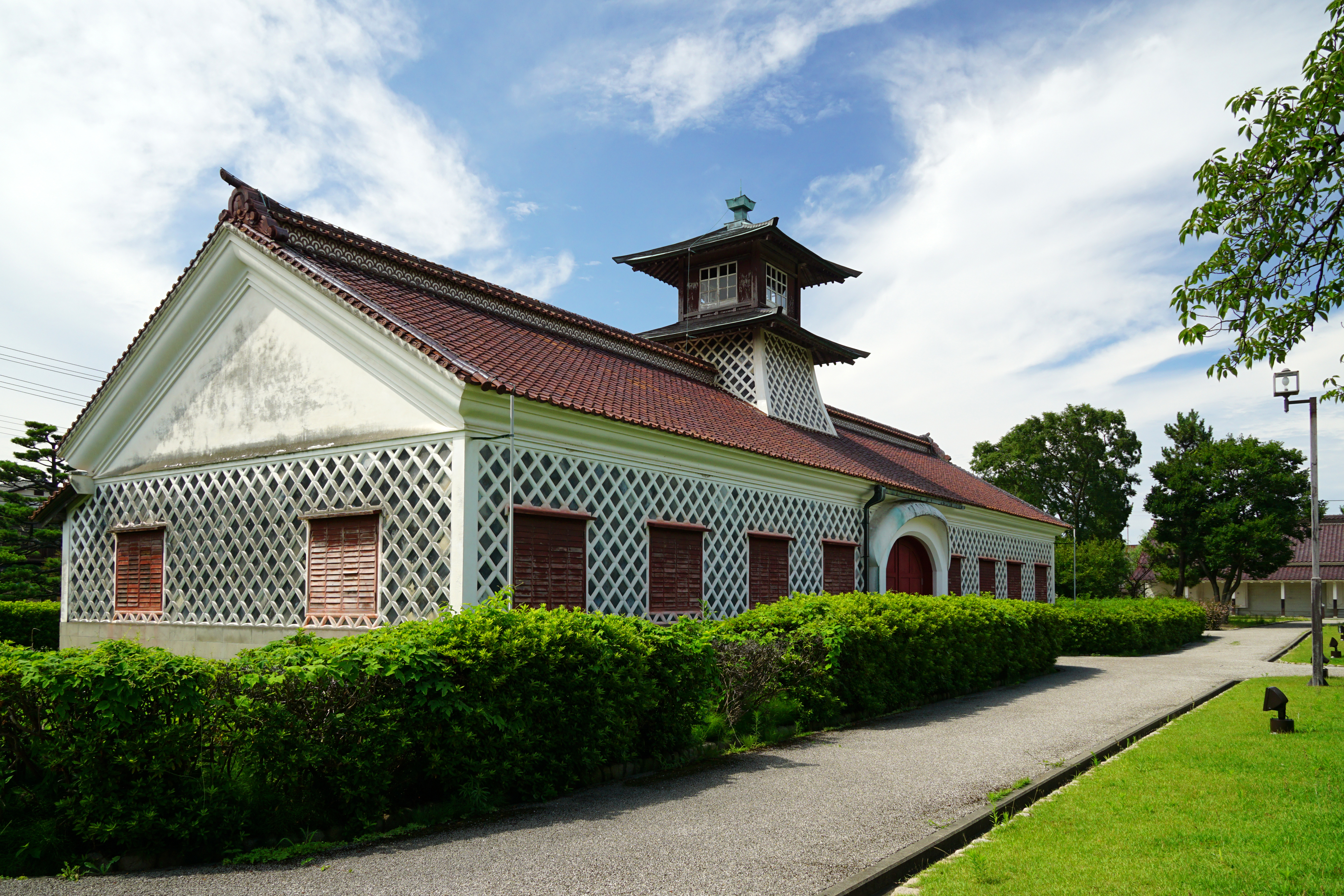
旧新潟税関庁舎（国の重要文化財）

開港五港の中で唯一現存する、開港当時の運上所（税関）の遺構。いわゆる擬洋風建築の一例で、赤瓦葺きの屋根とナマコ壁の外観にアーチ状の玄関口と塔屋などの洋風の意匠を取り入れている。開館日であれば無料で見学できる。
戊辰戦争終結後の1869年（明治2年）10月に「新潟運上所」として開所。1872年（明治5年）11月28日、全国の運上所が「税関」と呼称統一されたのに伴って「新潟税関」に改称した。新潟税関は全国の税関統廃合に伴って1902年（明治35年）11月5日付で廃止され、新潟港は横浜税関の管轄下となり、庁舎はその支署となった。さらに1953年（昭和28年）8月1日、横浜税関から東京税関が分離独立し、新潟税関支署は東京税関へ移管した。庁舎は翌1954年（昭和29年）2月10日付で、新潟県の文化財に指定された。
しかし新潟税関支署は敷地・庁舎とも年々手狭となり、運上所の開所以来、保税倉庫として使用していた石庫の老朽化が著しくなったため1963年（昭和38年）に解体され、石材などの構造物は将来の復元を前提に保管された。1964年（昭和39年）6月16日の新潟地震では、税関支署周辺は液状化現象による地盤沈降と津波により浸水し、庁舎の建物が傾斜するなど甚大な被害を受けた。新潟税関支署は1966年（昭和41年）5月1日、対岸の竜が島地内の中央埠頭前に建設された新庁舎へ移転し、旧庁舎は97年間の役目を終えた。

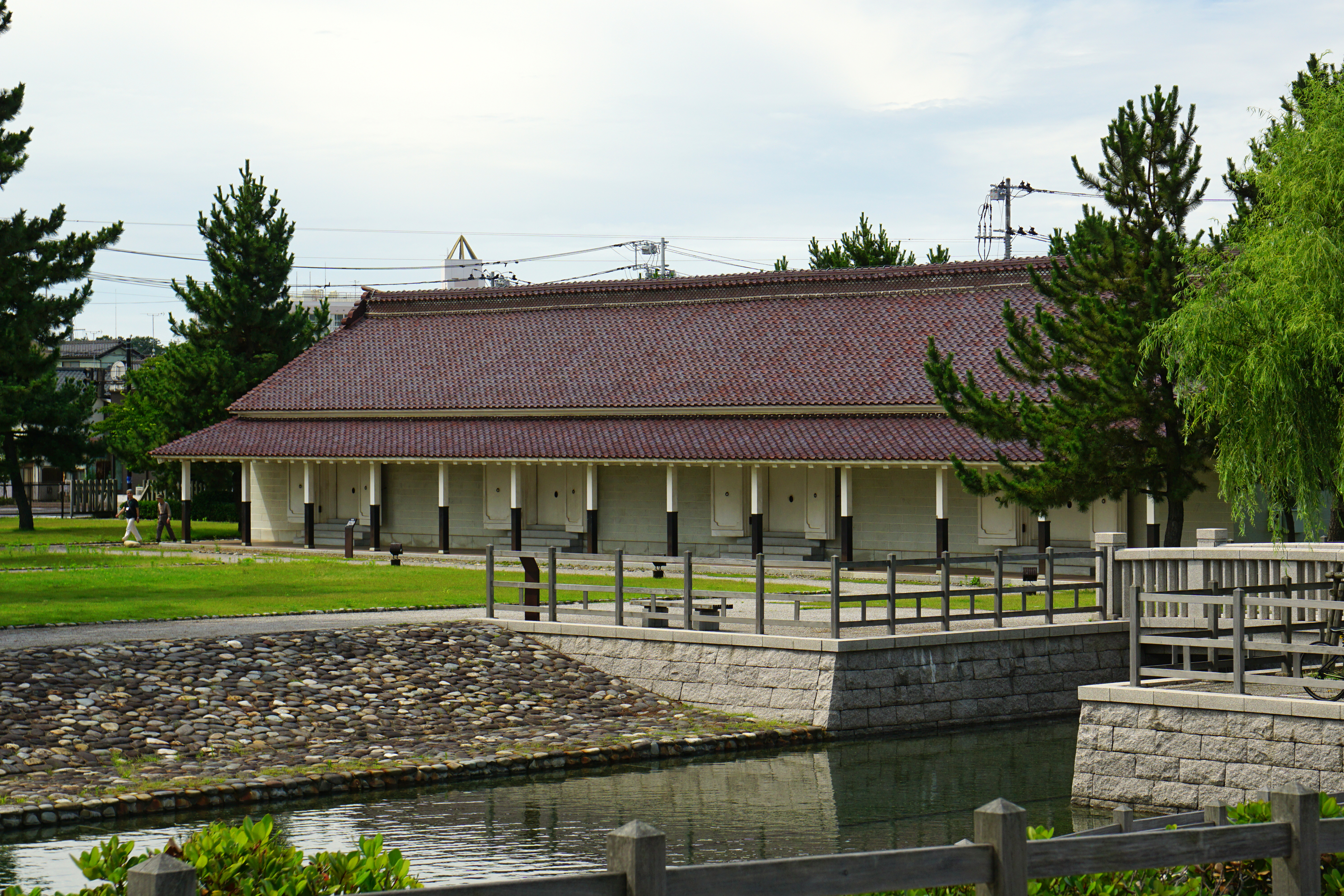
荷揚げ場と石庫

だが庁舎移転当時、開港時の運上所の建造物が遺存している例は他に無かったことから、旧庁舎はその歴史的価値を評価され、新潟港の開港100周年を機に1969年6月20日付で「旧新潟税関庁舎」として国の重要文化財に、遺構を含む敷地は「旧新潟税関」として国の史跡にそれぞれ指定され、1970年（昭和45年）1月19日付で新潟市を管理団体とする旨が公示された。旧庁舎は同年から2年間を掛けた解体修復工事によって復原され、前述の通り1972年から2003年までの間は、当館前身の新潟市郷土資料館の本館として使用された。なお前述の重文・史跡指定の際、石庫跡地については土地問題が残存していたため指定が見送られたが、1979年（昭和54年）に解決したのを受けて石庫の復元が決まり、同年12月に史跡として追加指定された。石庫の復元工事は1年半掛かりで行われ、1982年10月8日に竣工。更にみなとぴあの建設に合わせ、開港当時の荷揚げ場が復元された。荷揚げ場には河岸に沿って石段が設けられていたが、昭和時代初期の信濃川両岸の埋め立てや、1960年代に新潟市内で著しく進行した地盤沈下、さらには新潟地震によって埋没してしまったため、新潟市では1996年（平成8年）から発掘調査を実施した上、資料等を元にして工事を行い、運上所開所当時の位置に復元された。なお開所当時には石庫と並んで土蔵も所在していたが、今日においては遺存していない。

## 開館時間等

### 開館時間
博物館本館、旧税関庁舎等
- 4月1日から9月30日まで： 9:30 - 18:00
- 10月1日から3月31日まで： 9:30 - 17:30

旧第四銀行住吉町支店
- 通年：9:30 - 21:00

芝生広場
- 通年：24時間開放

### 休館日
- 毎週月曜日（月曜日が祝日の場合は翌日）
- 休日の翌日（土曜日または日曜日の場合は火曜日）
- 年末年始（12月28日から1月3日まで）
- くん蒸期間等

### 観覧料
常設展示観覧料
- 一般：300円、大学・高校生：200円、中学・小学生：100円
  - 20人以上の団体は20%割引

企画展観覧料
- 観覧料は企画展の開催毎に設定される。

## アクセス

### 公共交通
バス
- 新潟市観光循環バス 「歴史博物館前」バス停より徒歩すぐ
時計回り方向の運行であるため、新潟駅出発の場合は遠回り（所要約40分）になる。
- 新潟交通 C7 柳都大橋線 「湊町通二ノ町」バス停より徒歩約8分
新潟駅万代口バスターミナル4番線出発。乗換なし。
- 新潟交通 C4 東堀通線 「歴史博物館前」バス停より徒歩すぐ
市役所前発着の路線であるため、新潟駅方面からはBRT萬代橋ライン等からの乗り換えを要する。
乗り換え地点は萬代橋ライン「本町」→東堀通線「東堀通七番町」（両バス停間は徒歩約5分）など[5]

タクシー
- 新潟駅万代口から約10分

水上バス
- 敷地に隣接して信濃川ウォーターシャトルの「みなとぴあ乗船場」が設けられている。シャトル便（みなとぴあ - ふるさと村間）での所要時間は下記の通り。
  - 朱鷺メッセ（信濃川対岸）から約4分
  - 萬代橋西詰から約12分
  - 県庁前から約35分
  - 新潟ふるさと村から約60分

レンタサイクル
- 「にいがたレンタサイクル」の貸出・返却ステーションが設けられている[6]。

徒歩
- 新潟駅万代口から柳都大橋経由で約30分
- 万代シテイから萬代橋経由で約20分
- 古町から約20分

### 自家用車
駐車場：乗用車60台、バス5台
- 日本海東北自動車道 新潟亀田ICから亀田バイパス・栗ノ木バイパス・東港線・柳都大橋経由で約20分
- 北陸自動車道 新潟西ICから女池線・小須戸線・東港線・柳都大橋経由で約20分